# Ја, кад сам била клинац, била сам клинка
„Ја, кад сам била клинац, била сам клинка” је документарни филм из 2013. године који говори о Гоци, трансродној особи из Београда. Филм је снимила и режирала Ивана Тодоровић, монтирала Јелена Максимовић, музику је радио Драшко Аџић, а обраду звука Данијел Милошевић. Филм је рађен у продукцији Академског филмског центра ДКСГ, а подржан је од стране Министарства културе Србије, фонда Хартфект и Реконструкције Женског фонда.
Филм је сниман у периоду од 2010. до 2012. године, а током снимања филма Гоца се облачила у мушкој одећи искључиво за потребе филма. Такође, током снимања је почела узимање хормона на своју руку због тога што је било тешко доћи до доброг лекара.

## Радња
Гоца је трансродна жена у Београду, главном граду земље у којој је забрањено организовање геј параде. Она подиже ћерку која је у ствари њена сестричина. Иако њен осамнаестогодишњи момак краде новац, она ризикује живот и тело као сексуална радница. Ипак, Гоца га још воли и успева задржати своју ведру природу, без предрасуда.

## Награде
Филм је имао премијеру на Берлинале фестивалу, а након тога је проглашен за најбољи документарни филм на фестивалу Кратки Метар.
На фестивалу филмова југоисточне Европе (ЦЕЕ фест) у Лос Анђелесу, документарни филм је освојио награду за најбољи кратки документарни филм. Филм је такође добио и „No Limit Award”, награду у специјалној категорији која је на овом фестивалу први пут додељена филму из регије која се бави темом људских права ЛГБТ популације.
Такође, филм је на Докуфест филмском фестивалу у Призрену проглашен за најбољи балкански документарац.